# Сверхновые типа Ib и Ic

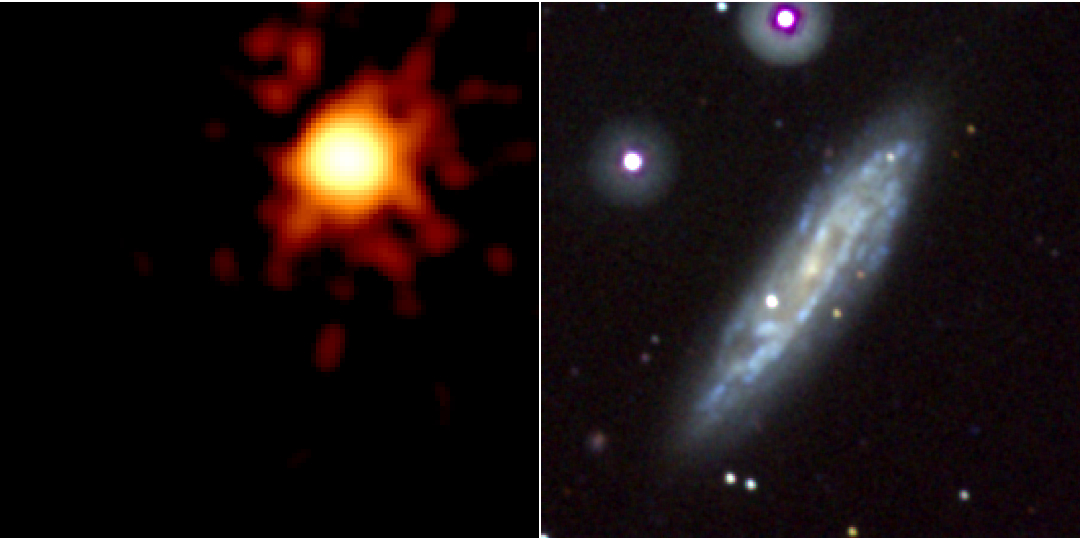
Сверхновая типа Ib SN 2008D в галактике NGC 2770, показанная в рентгеновском (слева) и видимом излучении (справа). (изображение NASA)

Сверхновые типа Ib и Ic — категории сверхновых, возникающих вследствие гравитационного коллапса ядра массивной звезды. Такие звёзды исчерпали или утратили внешние водородные оболочки и, при сравнении со спектрами сверхновых типа Ia, лишены линий поглощения кремния. По сравнению со сверхновыми типа Ib, сверхновые типа Ic предположительно утратили большую часть начальной оболочки, включая большую часть гелия. В англоязычной литературе сверхновые обоих типов называют stripped core-collapse supernovae (сверхновые вследствие коллапса ядра, лишённые оболочки).

## Спектры
При наблюдении сверхновой её можно отнести к одному из классов в соответствии с классификацией Минковского — Цвикки на основе линий поглощения, наблюдаемых в спектре. Первоначально сверхновую относят к типу I или типу II, затем происходит отнесение к одному из подтипов. Сверхновые, принадлежащие к типу I, не содержат линий водорода в спектре; сверхновые II типа обладают водородными линиями. Тип I делят на подтипы Ia, Ib и Ic.
Сверхновые подтипов Ib/Ic отделяют от сверхновых Ia по отсутствию линий поглощения однократно ионизованного кремния на длине волны 635,5 нанометров. С течением времени сверхновые типа Ib и Ic показывают линии таких элементов, как кислород, кальций и магний. Напротив, в спектрах типа Ia сильны линии железа. Сверхновые подтипа Ic разделяют со сверхновыми подтипа Ib, поскольку у первых также не проявляются линии гелия на длине волны 587,6 нанометров.

## Формирование

Строение массивной звезды на поздней стадии эволюции напоминает луковицу (не в масштабе)

До того, как сформировать сверхновую, массивная звезда на поздней стадии эволюции обладает структурой, напоминающей луковицу, в которой слои различных элементов накапливаются по мере протекания термоядерных реакций. Внешний слой состоит из водорода, затем следует гелий, углерод, кислород, и так далее. Когда внешняя оболочка утрачивается (её сдувает), то обнажается следующий слой, состоящий в основном из гелия (смешанного с другими элементами). Такое может произойти, когда очень горячая массивная звезда достигает точки эволюции, после которой происходит значительная потеря массы посредством звёздного ветра. Звёзды с большой массой (25 и более масс Солнца) могут терять до 10−5 масс Солнца в год, то есть массу Солнца за сто тысяч лет.
Сверхновые типов Ib и Ic предположительно возникают вследствие коллапсов ядер массивных звёзд, утративших внешние оболочки из водорода и гелия посредством звёздного ветра или при перетекании вещества на звезду-компаньон. Звёзды-предшественники могут утратить большую часть оболочки при взаимодействии со звездой-тесным компаньоном с массой около 3-4 масс Солнца. Быстрая потеря массы может происходить у звёзд Вольфа-Райе, такие массивные объекты могут обладать спектром с пониженным проявлением водорода. Предшественники сверхновых типа Ib могут выбросить большую часть водорода из внешней атмосферы, а предшественники типа Ic утрачивают как водородные, так и гелиевые оболочки; иными словами, предшественники сверхновых Ic утрачивают больший объем оболочки. Однако в других отношениях механизм, приводящий к вспышкам сверхновых обоих подтипов, похож на механизм формирования сверхновых типа II, что помещает подтипы Ib и Ic между подтипом Ia и типом II. Вследствие сходства, подтипы Ib и Ic иногда вместе называют подтипом Ibc.
Существуют признаки того, что небольшая доля сверхновых типа Ic может создавать гамма-всплески (GRBs); в частности, сверхновые типа Ic, обладающие широкими спектральными линиями, соответствуют высокоскоростным выбросам, считающимся связанными с гамма-всплесками. Однако, также предполагается, что лишённые водорода сверхновые типа Ib или Ic могут быть предшественниками гамма-всплесков в зависимости от геометрии вспышки. В любом случае, астрономы считают, что большинство сверхновых типа Ib и, возможно также, типа Ic возникают при коллапсах массивных звёзд с утраченной оболочкой, а не при термоядерных реакциях на поверхности белых карликов.
Поскольку сверхновые такого типа образуются из редких очень массивных звёзд, то частота появления сверхновых типа Ib и Ic существенно ниже, чем у сверхновых типа II Обычно они возникают в областях звёздообразования и крайне редки в эллиптических галактиках. Поскольку механизм возникновения сверхновых похож, сверхновые типа Ibc и сверхновые типа II вместе называют core-collapse supernovae (сверхновые коллапса ядра). В частности, тип Ibc могут называть stripped core-collapse supernovae.

## Кривые блеска
Кривые блеска (график зависимости светимости от времени) сверхновых типа Ib могут меняться со временем, но в некоторых случаях могут быть почти идентичны кривым типа Ia. Тем не менее, кривые блеска сверхновых типа Ib могут иметь пик на меньшей светимости и могут иметь более красный цвет. В инфракрасной части спектра кривые блеска сверхновых типа Ib похожи на кривые блеска типа II-L. Сверхновые типа Ib обычно имеют меньший наклон спектральной кривой, чем Ic.
Кривые блеска сверхновых типа Ia используются для измерения расстояний на космологических масштабах. Таким образом, они играют роль стандартных свечей. Тем не менее, вследствие сходства спектров сверхновых типов Ib и Ic, последние могут служить источником неоднозначностей и ошибок, поэтому их следует убирать из наблюдательных данных до применения алгоритмов оценок расстояний.